# Bahnstrecke Bluno–Knappenrode
| Streckenführung über den heutigen Überleitkanal |                     |                              |                              |
| Streckennummer: | LGB 2               |                              |                              |
| Streckenlänge: | 17,4 km             |                              |                              |
| Spurweite: | 900 mm (Schmalspur) |                              |                              |
| Stromsystem: | 1200 V =            |                              |                              |
| Streckengeschwindigkeit: | 30 km/h             |                              |                              |
| |                     |                              |                              |
| \| \| \| Bahnstrecke Kausche–Lauta \| \| \| \| \| \| \| \| \| 0,0 \| Abzw Bluno [Stw 25S] 115 m \| Abzw Bluno [Stw 25S] 115 m \| \| \| \| \| \| \| \| \| Bahnstrecke Kausche–Lauta \| \| \| \| 1,0 \| Grubenbahn \| Grubenbahn \| \| \| 1,45 \| Trattendorfbahn \| Trattendorfbahn \| \| \| 5,33 \| Wirtschaftsweg \| Wirtschaftsweg \| \| \| 6,32 \| Wirtschaftsweg \| Wirtschaftsweg \| \| \| 7,10 \| Wirtschaftsweg[1] \| Wirtschaftsweg[1] \| \| \| 8,21 \| Bundesstraße 97 alt \| Bundesstraße 97 alt \| \| \| 8,48 \| Bundesstraße 97 neu \| Bundesstraße 97 neu \| \| \| 11,32 \| Wirtschaftsweg \| Wirtschaftsweg \| \| \| 11,55 \| Ausweichstelle \| Ausweichstelle \| \| \| 11,85 \| S108 alt \| S108 alt \| \| \| 12,18 \| Kühnichter Straße (S108) \| Kühnichter Straße (S108) \| \| \| 13,66 \| Wirtschaftsweg[2] \| Wirtschaftsweg[2] \| \| \| 14,38 \| Wirtschaftsweg[3] \| Wirtschaftsweg[3] \| \| \| 15,32 \| Wirtschaftsweg[4] \| Wirtschaftsweg[4] \| \| \| 15,45 \| Bahnstrecke Węgliniec–Roßlau[5] \| Bahnstrecke Węgliniec–Roßlau[5] \| \| \| 17,4 \| Knappenrode \| 130 m \| |                     |                              |                              |
| Strecke (außer Betrieb) |                     | Bahnstrecke Kausche–Lauta    | Bahnstrecke Kausche–Lauta    |
| |                     |                              |                              |
| Blockstelle (Strecke außer Betrieb) | 0,0                 | Abzw Bluno [Stw 25S] 115 m   | Abzw Bluno [Stw 25S] 115 m   |
| |                     |                              |                              |
| Abzweig geradeaus und nach rechts (Strecke außer Betrieb) |                     | Bahnstrecke Kausche–Lauta    | Bahnstrecke Kausche–Lauta    |
| Kreuzung geradeaus oben (Strecken außer Betrieb) | 1,0                 | Grubenbahn                   | Grubenbahn                   |
| Kreuzung geradeaus unten (Strecken außer Betrieb) | 1,45                | Trattendorfbahn              | Trattendorfbahn              |
| Brücke (Strecke außer Betrieb) | 5,33                | Wirtschaftsweg               | Wirtschaftsweg               |
| Brücke (Strecke außer Betrieb) | 6,32                | Wirtschaftsweg               | Wirtschaftsweg               |
| Brücke (Strecke außer Betrieb) | 7,10                | Wirtschaftsweg               | Wirtschaftsweg               |
| Brücke (Strecke außer Betrieb) | 8,21                | Bundesstraße 97 alt          | Bundesstraße 97 alt          |
| Brücke (Strecke außer Betrieb) | 8,48                | Bundesstraße 97 neu          | Bundesstraße 97 neu          |
| Brücke (Strecke außer Betrieb) | 11,32               | Wirtschaftsweg               | Wirtschaftsweg               |
| Dienststation / Betriebs- oder Güterbahnhof (Strecke außer Betrieb) | 11,55               | Ausweichstelle               | Ausweichstelle               |
| Brücke (Strecke außer Betrieb) | 11,85               | S108 alt                     | S108 alt                     |
| Brücke (Strecke außer Betrieb) | 12,18               | Kühnichter Straße (S108)     | Kühnichter Straße (S108)     |
| Strecke mit Straßenbrücke (Strecke außer Betrieb) | 13,66               | Wirtschaftsweg               | Wirtschaftsweg               |
| Strecke mit Straßenbrücke (Strecke außer Betrieb) | 14,38               | Wirtschaftsweg               | Wirtschaftsweg               |
| Strecke mit Straßenbrücke (Strecke außer Betrieb) | 15,32               | Wirtschaftsweg               | Wirtschaftsweg               |
| Kreuzung geradeaus unten (Strecke geradeaus außer Betrieb) | 15,45               | Bahnstrecke Węgliniec–Roßlau | Bahnstrecke Węgliniec–Roßlau |
| Dienststation / Betriebs- oder Güterbahnhof (Strecke außer Betrieb) | 17,4                | Knappenrode                  | 130 m                        |

Die  Bahnstrecke Bluno–Knappenrode war eine schmalspurige elektrische Förderbahn der Lausitzer Grubenbahn mit 900 mm Spurweite. Sie berührte die heutigen Ortsbereiche von Bluno, Bergen, Klein Seidewinkel und Knappenrode. Die Strecke wurde bis 1960 abgebaut.

## Geschichte

### Entstehung

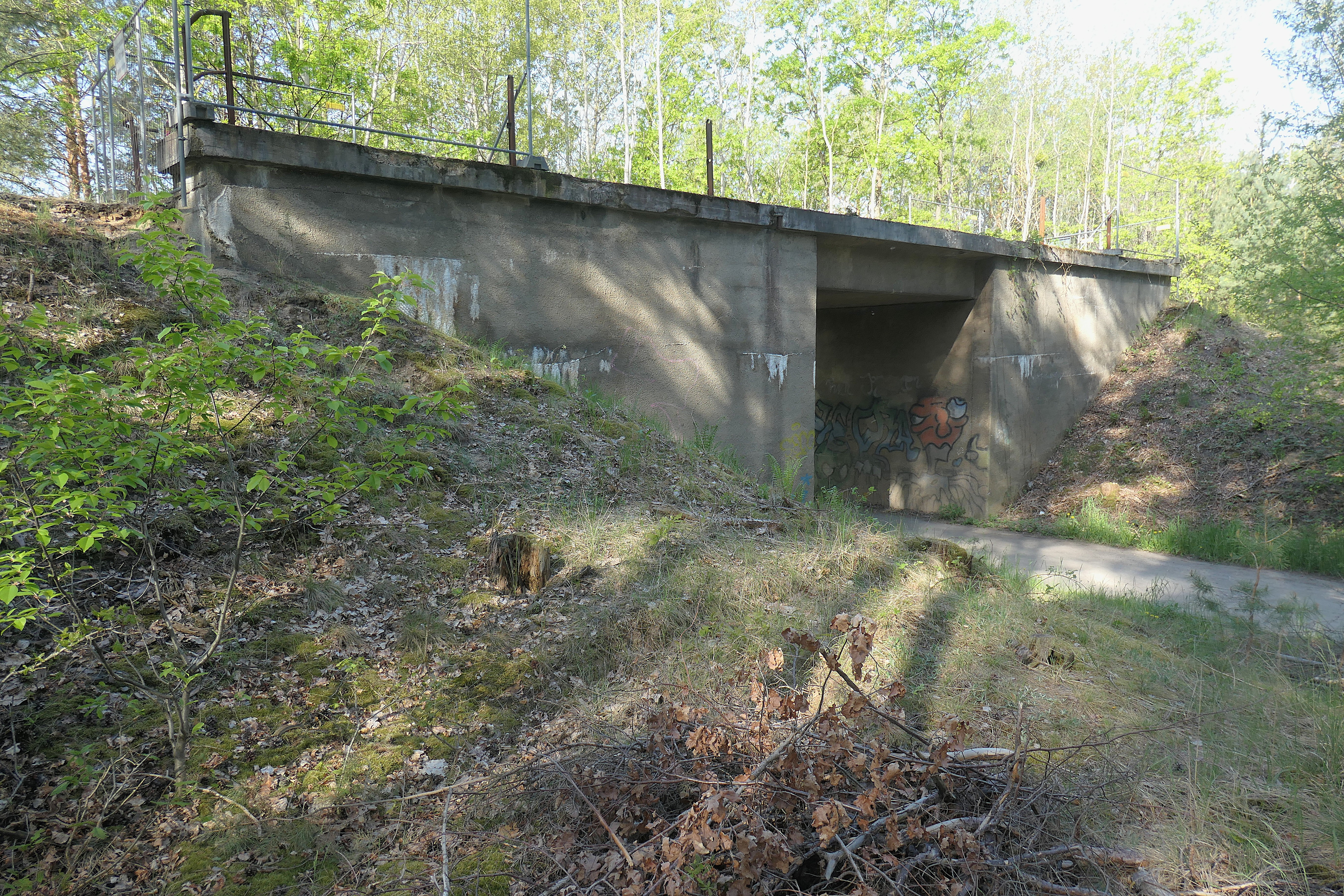
Bahnbrücke der ehemaligen Kohlebahn Welzow – Knappenrode bei Klein Seidewinkel

Die Strecke führte durch heutiges Bergbausanierungsgebiet. Ihren Ursprung hatte sie, weil die Leitung von dem Konzern Werminghoff mit ihr eine Verbindung vom Hauptsitz in Welzow mit der Außenstelle in Knappenrode erstellen wollte. Gleichzeitig war von dort über die Bahnstrecke Knappenrode–Laubusch seit 1934 eine Verbindung zum Firmensitz in Zeißholz vorhanden, sodass alle Firmensitze des Konzerns mit einer Grubenbahnspurweite von 900 mm verkehrsmäßig verbunden waren. Ausgeführt wurde die Strecke elektrisch mit 1000 V Gleichspannung.
Die Strecke führte vom Abzweig Bluno zunächst parallel zur Bahnstrecke Neupetershain–Hoyerswerda bis zur Ortschaft Bergen. Dort zweigte sie ab und führte nördlich von Bergen und Klein Seidewinkel vorbei Richtung Hoyerswerda. An Kühnicht vorbei wurde sie zur Bahnstrecke Węgliniec–Roßlau geführt, unterquerte diese und führte dann zum Abzweig in Knappenrode, wo weitere Grubenbahnstrecken zur Brikettfabrik Knappenrode und zum dortigen Tagebau führten.

### Weiterführung nach dem Zweiten Weltkrieg

Darstellung der Bahnlinie (violette Färbung) auf der Karte der Bahnstrecke Knappenrode–Sornoer Buden

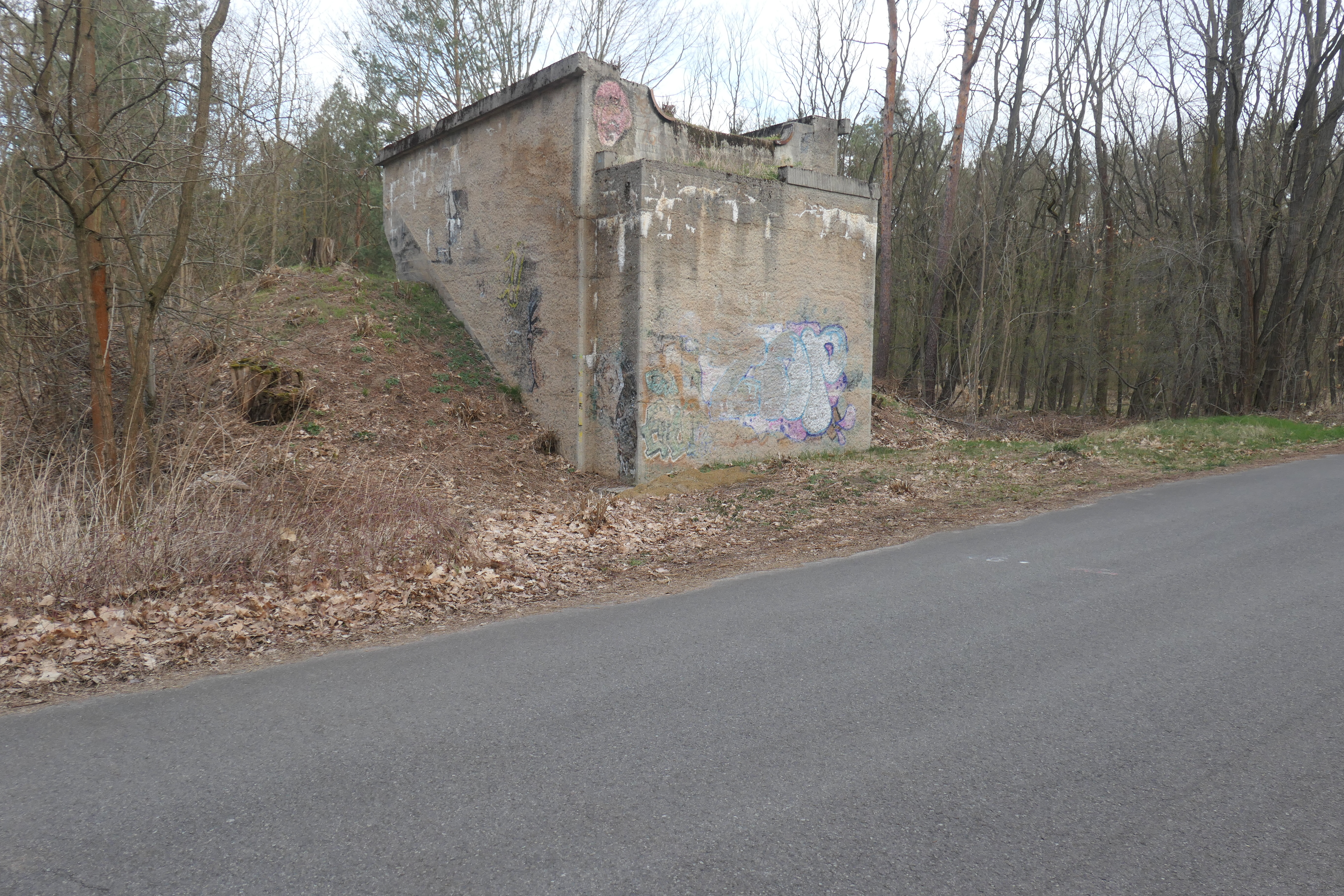
Widerlager einer Grubenbahnbrücke der Bahnstrecke Bluno–Knappenrode über die ehemalige B 97 bei Hoyerswerda

Nach dem Zweiten Weltkrieg wurden durch die Neuorientierung der gesellschaftlichen Verhältnisse die angeschlossenen Betriebe volkseigen. Es wurden die Verbindungsstrecken Zeißholz–Laubusch und Bluno–Kortitzmühle gebaut. Durch den Bau des Gaskombinates Schwarze Pumpe wurde der Bau der Bahnstrecke Knappenrode–Sornoer Buden zur Kohleversorgung erforderlich. Weil einige neu gebauten Kohlenbahnstrecken  regelspurig ausgeführt wurden, wurde die Bahnstrecke Bluno–Knappenrode mehr und mehr überflüssig. Da sie außerdem durch das Bergbaugebiet (Bergener See, Scheibe-See) führte, wurde sie ebenso wie die Bahnstrecke Neupetershain–Hoyerswerda stillgelegt und abgebaut.
Wie lange die Bahnstrecke betrieben wurde, ist nicht genau bekannt. 1955 hat sie auf jeden Fall noch existiert. Der südliche Abschnitt von dem Abzweig Knappenrode zum Tagebau Lohsa und zur Brikettfabrik Knappenrode wurde in den 1960er Jahren regelspurig ausgebaut. Der Abschnitt zwischen der B 96 und der S 108 wurde noch 1990 durch den vorrückenden Tagenbau Scheibe komplett abgetragen.
Nach dem Zweiten Weltkrieg wurde die Fahrdrahtspannung auf 1200 V Gleichspannung erhöht. Die Beförderung der Kohlezüge wurde nach 1951 von der LEW EL 3 übernommen.

### Gegenwart

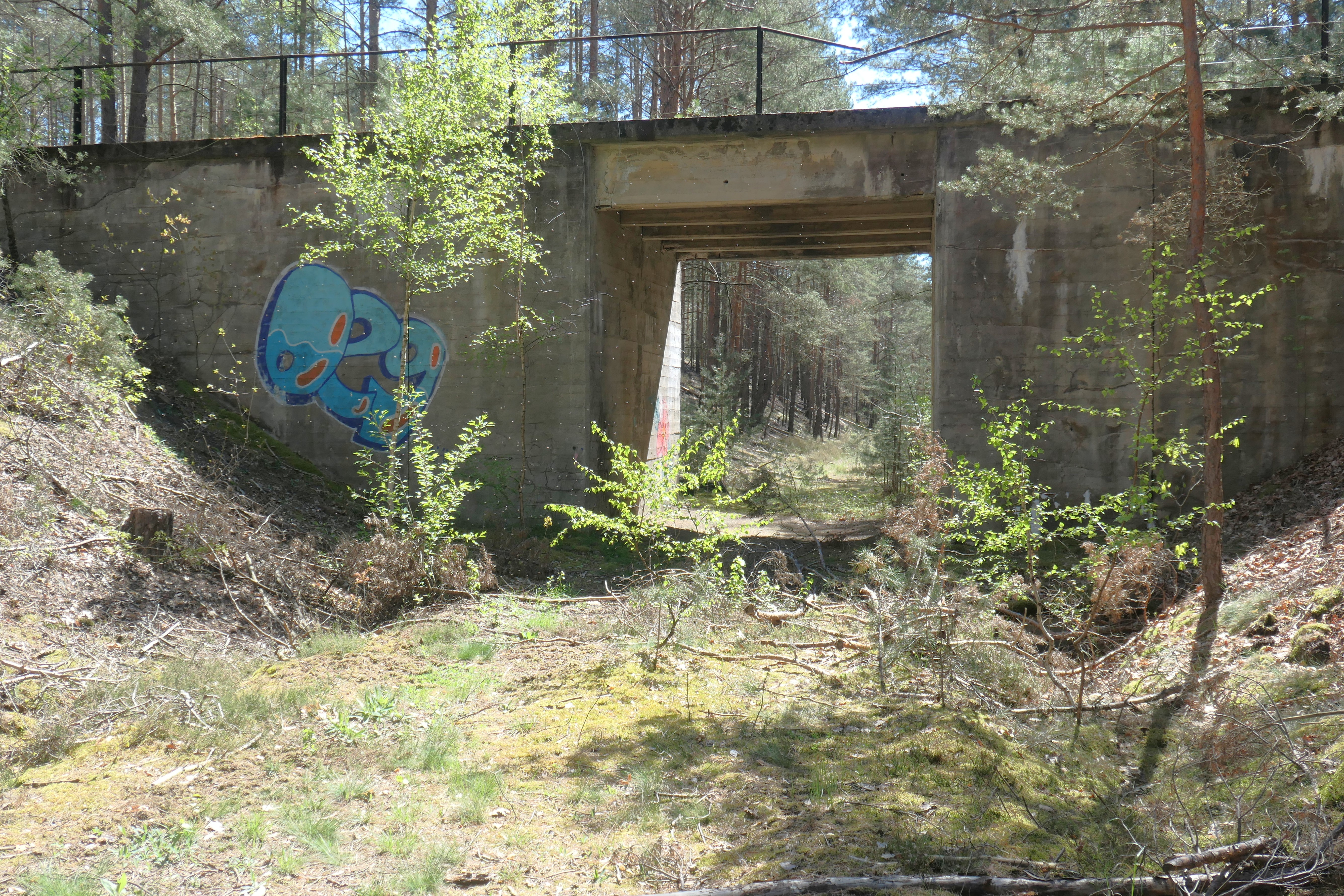
Durchlass der Bahnstrecke Bluno–Knappenrode unter einem Wanderweg (2025)

Das Gebiet südlich des ehemaligen Abzweiges Bluno ist 2024 noch Bergbausanierungsgebiet, bei dem in den nächsten Jahren eine Erschließung für den Fahrradtourismus zu erwarten ist. In diesem Abschnitt befinden sich einige Überreste der Bahn wie eine Überführung über einen Wirtschaftsweg bei Klein Seidewinkel, sowie einen Kilometer danach die Widerlager einer Brücke über die alte B 97 nördlich von Hoyerswerda. Der südlich von der heutigen B 96/B 97 gelegene Abschnitt ist Verbindungsstraße zur B 96. Auf dem Abschnitt südlich der S 108 wurde der Bahndamm stellenweise als Rad- und Wanderweg markiert und weist noch einige Reste von Brücken über die Grubenbahnlinie wie die bei km 13,66, bei km 14,38 und km 15,32 auf.